# Désert du Taklamakan
Le Taklamakan (تەكلىماكان قۇملۇقى en ouïghour, Täklimakan qumluqi en UKY, chinois : 塔克拉玛干沙漠 ; pinyin : tǎkèlāmǎgān shāmò) est un désert continental d'Asie centrale, dont la grande majorité de la surface se trouve dans la région autonome ouïgoure du Xinjiang en République populaire de Chine. 
Il est surnommé la « Mer de la mort ».
L'étymologie du mot Taklamakan est incertaine, les deux hypothèses les plus vraisemblables étant soit un emprunt à l'arabo-persan (« endroit délaissé, à l'abandon ») soit une expression strictement ouïghoure, taqlar makan, signifiant « lieu des ruines ».
De forme ovoïde, ce désert occupe une vaste cuvette géologique bordée par les massifs du Pamir et des Tian Shan au nord et à l'ouest et par la cordillère du Kunlun puis le plateau du Tibet au sud. Il se situe à l'ouest du désert de Gobi.
Avec 1 000 km d'ouest en est et 500 km du nord au sud et une surface de 270 000 km2, il s'agit du 18e désert le plus vaste, bien que ce classement varie selon les sources,.
Le désert conjointement avec les forêts de peupliers de l'Euphrate ont été proposés en 2010 pour une inscription au patrimoine mondial et figure sur la « liste indicative » de l’UNESCO dans la catégorie patrimoine naturel.

## Géographie physique

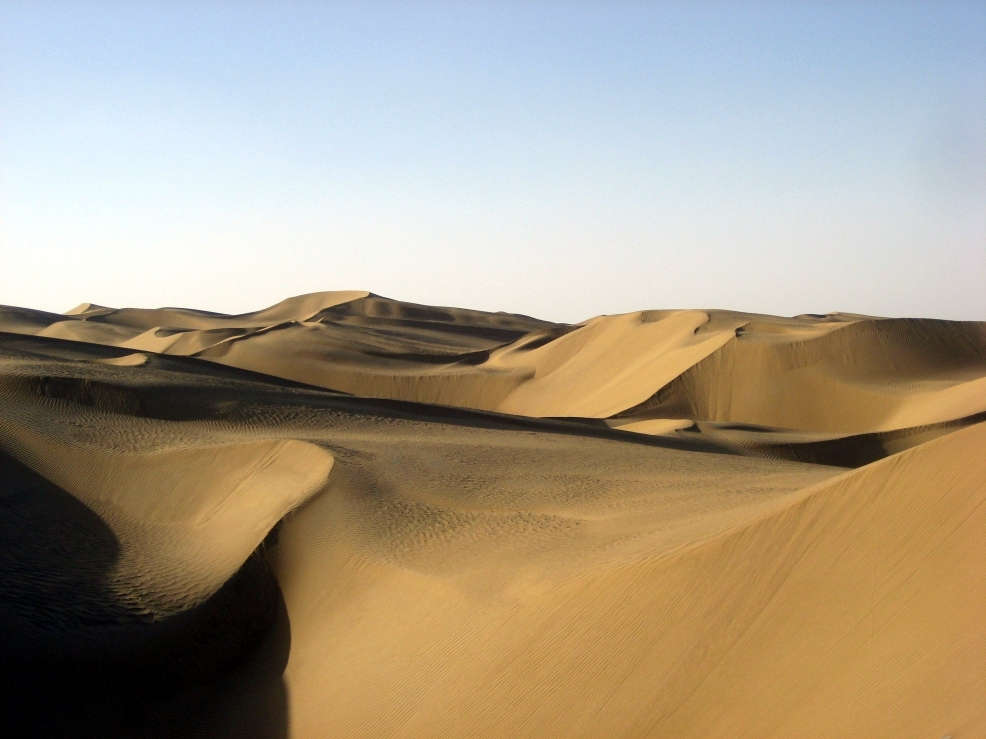
Dans le Xinjiang, la région autonome ouïgoure

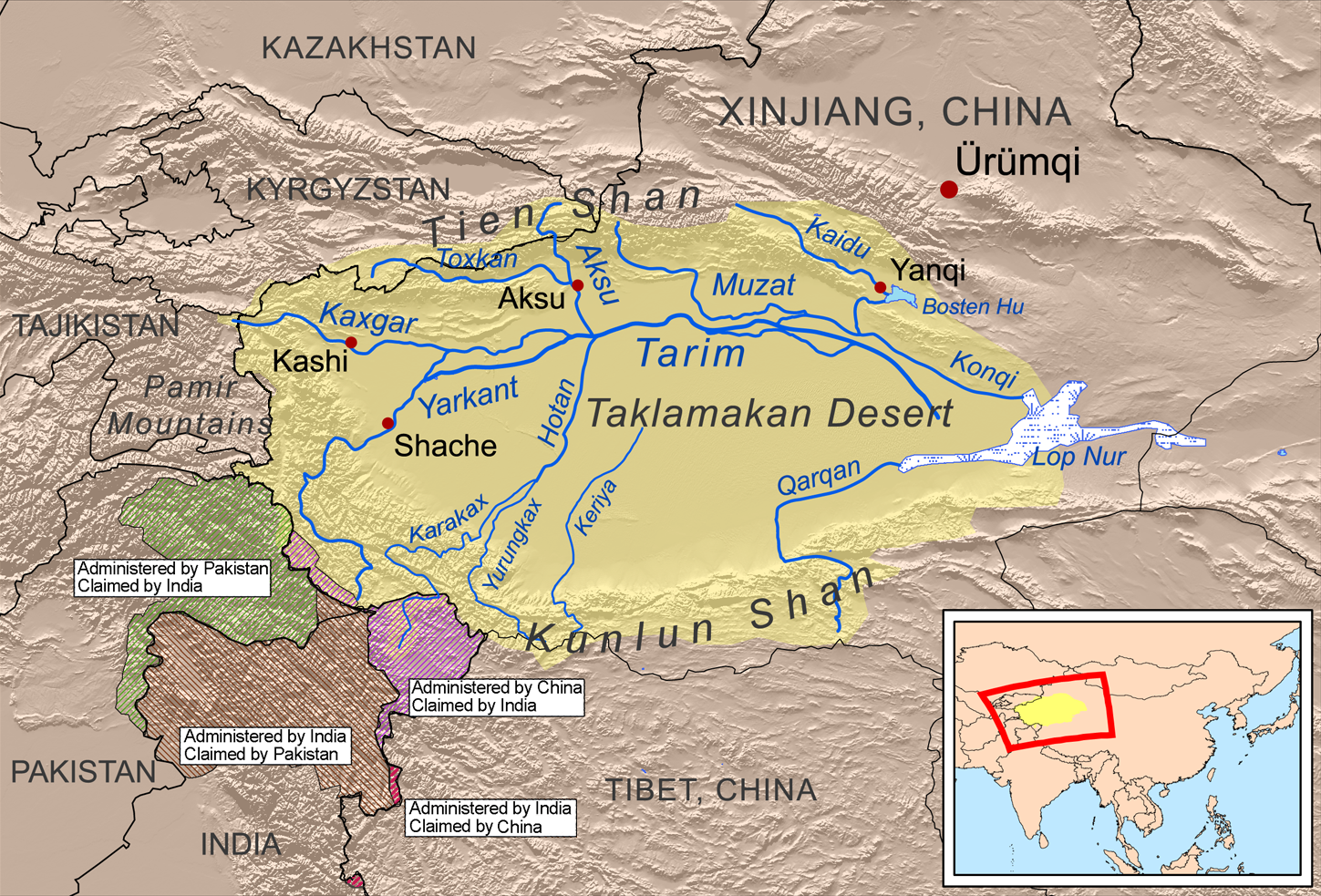
Désert du Taklamakan et le bassin du Tarim

Ce désert très ancien, qui se situe dans le gigantesque bassin du Tarim, est un désert de sable mouvant, avec environ 85 % de sa surface constituée de dunes de sable mouvantes. Il présente une importante subsidence entre la dépression de Tourfan et les monts Kunlun et Karakoram, vraisemblablement formée au cours de l'oligocène. L'ensemble repose sur d'épaisses couches sédimentaires — pouvant atteindre jusqu'à 3 300 mètres — formées au pliocène et au pléistocène. Cet affaissement important a permis la formation du fleuve Tarim, long de 2 000 km et qui se perd dans le Lop Nor (Lac Lop en mongol), immense marécage salé situé au sud de Tourfan et dont la superficie diminue au fil des siècles. C'est là que la Chine a effectué la plupart de ses essais nucléaires.
D'autres cours d'eau, comme la Keriya, descendent du massif du Pamir, à l'ouest, ou des Kunlun, au sud-ouest. Il y a 15 000 ans, à la fin de la dernière glaciation, la Keriya traversait le désert jusqu'au Nord. Cette phase d'écoulement s'est produite jusque vers 4 000 av. J.-C., puis le débit a diminué et les eaux se sont perdues dans les sables. Les anciens cours sont signalés par les troncs d'arbres morts grossièrement alignés entre les dunes. Les explorateurs y ont trouvé d'anciennes cités, comme celle qui a été appelée Jumbulak Kum (« Les Sables ronds »), sur un ancien cours de la Keriya. Datée de l'an 500 av. J.-C., elle était située très en profondeur dans le désert. Aujourd'hui, seule la rivière de Khotan, située plus à l'ouest, parvient à traverser le désert.
Ses dunes, de natures différentes, atteignent des hauteurs allant de 80 m à 200 m. Elles auraient achevé leur formation il y a 70 000 ans. Bien que principalement sablonneux et constitués d'ergs, on y trouve également des plaines argileuses et des regs.

## Climat

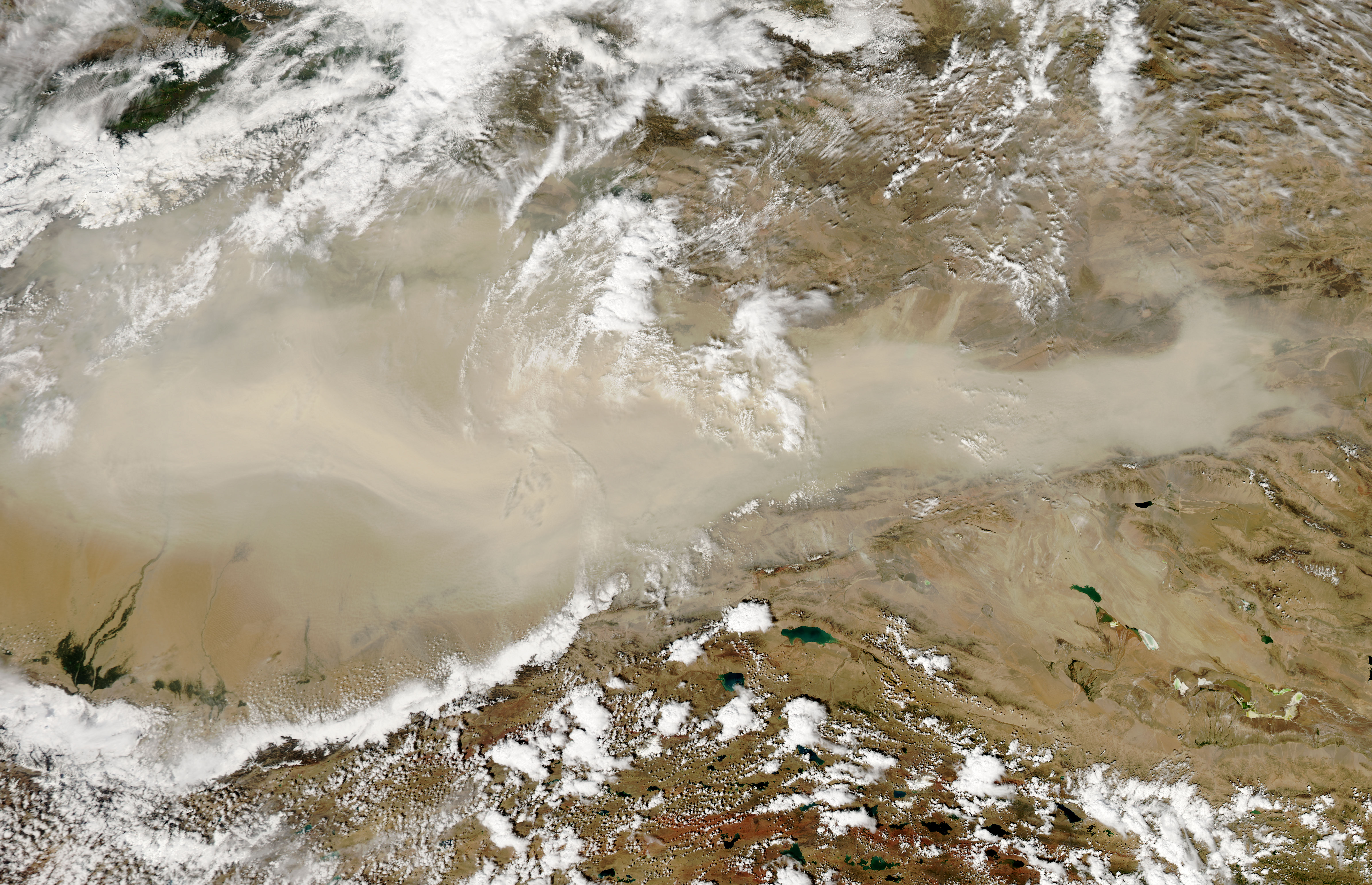
Tempêtes de sable au-dessus du Taklamakan

Le climat du Taklamakan est continental. Il se caractérise par des précipitations extrêmement faibles, allant de 38 mm par an à l'Ouest à seulement 10 mm par an à l'Est. Cette aridité provient notamment du fait que lors de l'élévation du plateau tibétain durant le Miocène, les modifications majeures de la circulation atmosphérique ont profondément transformé les paramètres de la mousson et rendu le bassin particulièrement sec.
Les températures estivales sont élevées, pouvant atteindre 38 °C à l'extrémité Est du désert — la température moyenne étant de 25 °C en juillet. Les hivers y sont assez froids, avec une moyenne de -9 à −10 °C en janvier. Les températures les plus basses peuvent facilement atteindre les −20 °C.
Les vents de Nord et de Nord-Ouest, prédominants en été dans les régions de l'Ouest du désert, forment une circulation complexe des masses d'air à leur point de convergence — près du centre du désert, à proximité de la Keriya — ce qui influence fortement la topographie des dunes de sable. Au printemps, de forts courants ascendants se forment en raison du réchauffement des sols, ce qui engendre des vents de Nord-Est pouvant s'avérer très puissants. Pendant cette période, ces derniers — mêlés aux vents provenant d'autres directions — génèrent de fréquentes tempêtes de sable qui remplissent l'atmosphère de poussière et ce, jusqu'à 4 000 mètres d'altitude.

## Écorégion
Localisation
Le désert du Taklamakan constitue une écorégion terrestre définie par le Fonds mondial pour la nature (WWF), qui s'étend au-delà des limites géographiques du désert mais exclut la zone des forêts décidues et steppe du bassin du Tarim, située en son centre.

### Flore
Presque intégralement composé de sable en mouvement, le désert n'abrite pratiquement aucune végétation. Lorsque le mouvement du sable ralentit, les dunes peuvent être colonisées par certaines espèces végétales telles que Alhagi sparsifolia, Scorzonera divaricata ou Karelina caspica. Dans les régions périphériques dont le substrat est plus stable, la végétation peut couvrir jusqu'à 5 % du sol. Les principaux arbustes sont Ephedra przewalskii et Nitraria sphaerocarpus. Les arbres qui poussent le long des cours d'eau sont des peupliers de l'Euphrate. Les sables peuvent porter des arbrisseaux du genre tamarix ou des graminées.

### Faune
En raison de son inhospitalité pour l'homme, le désert du Taklamakan abrite encore de petites populations d'animaux ayant disparu du reste de la Chine, comme le chameau de Bactriane et l'âne sauvage d'Asie.
Le Lob Nor, où l'on pratique la pêche à la pirogue, abrite, selon les saisons, une grande quantité d'oiseaux aquatiques : mouettes, sternes, cygnes, canards, hérons, etc.

### Conservation
L'activité de l'homme a tendance à réduire leur territoire, par l'exploitation des forêts ou de mauvaises pratiques d'irrigation : on estime que le désert a gagné 28 000 km2 depuis le début de notre ère, dont 9 000 km2 au cours du XXe siècle. La surface des forêts de peupliers serait passée de 5 800 km2 en 1958 à 2 800 km2 en 1979.

## Population humaine
Le désert du Taklamakan est bordé au nord et au sud par une série de villes-oasis comme Gaochang, Tuyoq et Tourfan qui constituaient les branches nord et sud de la route de la soie entre les chaînes de montagnes environnantes et le corridor du Gansu à l'est.
Depuis le IXe siècle, la population est constituée de Ouïgours turcophones. Depuis le milieu du XXe siècle, la région connaît une forte immigration de Chinois Han.
Antérieurement, la région était habitée par une population de langue indo-européenne, les Tokhariens, qui furent progressivement turquisés. Les traces archéologiques (en particulier les momies du Tarim) indiquent un peuplement depuis le début du IIe millénaire avant notre ère au moins.

## Bibliographie : Art et culture

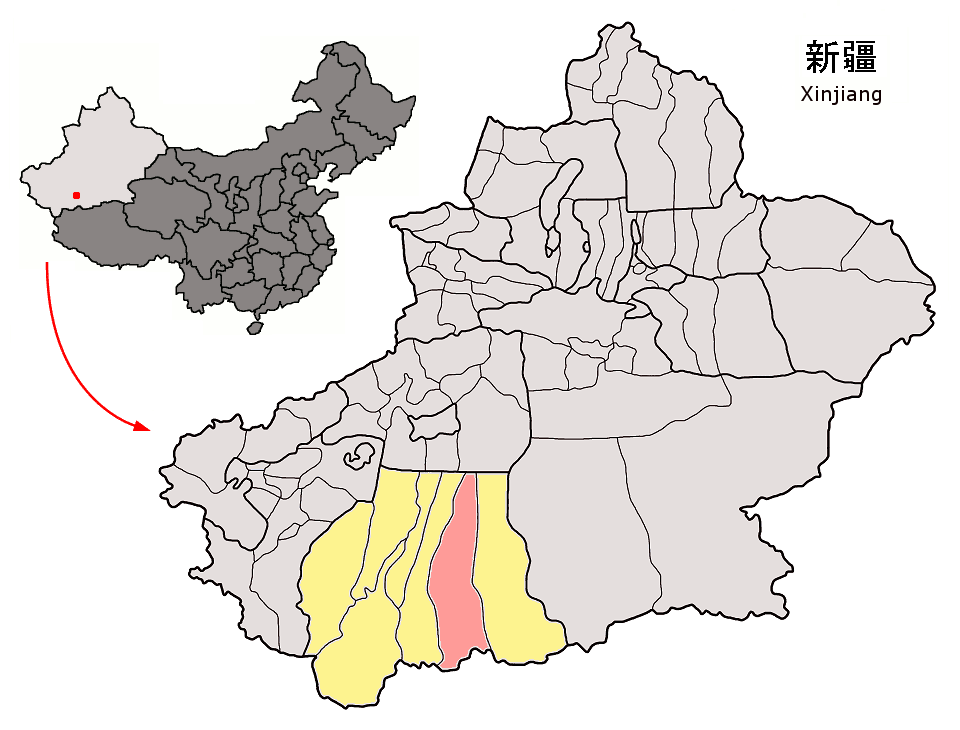
Site de la vallée du fleuve Keriya